# XCF
XCF (абревіатура від eXperimental Computing Facility) — власний формат файлів графічного редактора GIMP. Зберігає всі дані, пов'язані з опрацюванням зображення в програмі, зокрема, всі шари, поточне виділення, канали, прозорість, шляхи та напрямні.
До версії 4 (GIMP 2.10.0, випущена 27 квітня 2018 року) збережені дані зображення стискалися лише за допомогою простого алгоритму RLE, але GIMP підтримує файли, стиснуті за допомогою gzip, bzip2 або xz. Стиснуті файли можна відкривати як звичайні файли зображень. Починаючи від версії 4, дані зображення можна стискати за допомогою zlib.
Формат файлу XCF — зворотно сумісний (усі версії GIMP можуть відкривати файли попередніх версій), а в деяких випадках і прямо сумісний. Наприклад, GIMP 2.0 може зберігати текст у текстових шарах, тоді як GIMP 1.2 не може. Проте текстові шари, збережені в GIMP 2.0, все ж відкриються в GIMP 1.2 як звичайні шари зображень. Однак файли XCF, що містять групи шарів, функцію, що з'явилася в GIMP 2.7, не можна відкрити за допомогою GIMP 2.6.
Попри деяке використання в інших програмах (див. Підтримка програмного забезпечення), розробники GIMP не радять використовувати XCF, як формат обміну даними, оскільки формат відбиває внутрішні структури даних GIMP, і в майбутніх версіях формату можливі зміни. Натомість розробники GIMP і Krita спільними зусиллями розробляють стандартизований формат растрового файлу під назвою OpenRaster (змодельований на основі формату OpenDocument) для майбутнього використання в обох програмах і, ймовірно, також в інших.
У діалоговому вікні збереження файлу в GIMP пропонується зберігати зображення у форматі XCF: починаючи від версії 2.8, інші підтримувані для імпорту/експорту формати переміщено до діалогового вікна експорту.

## Підтримка в програмах
Неповний список переглядачів зображень і конверторів.
| application                     | XCF-capable?                                      | notes |
| ------------------------------- | ------------------------------------------------- | --- |
| GIMP                            | типовий формат                                    | програма, для якої розроблено формат |
| Seashore                        | типовий формат                                    | спрощений графічний редактор для Mac OS X на основі GIMP |
| CinePaint                       | типовий формат, але нестандартний                 | форк GIMP з підтримкою 16-бітових і 32-бітових з рухомою комою каналів, та 16-бітових цілочисельних; формат XCF у CinePaint відрізняється від GIMP, тому файли XCF, створені в GIMP не відкриваються в CinePaint, і навпаки |
| DBGallery                       | не підтримує індексацію кольорів                  | показує багатошарові неіндексовані зображення та дозволяє індексування, пошук та інші операції з базою даних фотографій |
| ImageMagick                     | не підтримує індексацію кольорів та шари          | має модуль читання XCF, який може відкривати одношарові неіндексовані зображення |
| Project Dogwaffle               | див. рядок із ImageMagick                         | (включно з PD Pro, PD Particles і PD Artist) імпортує файли XCF, користуючись бібліотекою ImageMagick |
| Krita                           | лише імпорт                                       | імпортує файли XCF користуючись бібліотекою GraphicsMagick |
| KolourPaint                     | Так                                               | відкриває файли XCF користуючись додатком із бібліотекою введення/виведення KDE, як і інші програми KDE |
| Gwenview                        | не підтримує індексацію кольорів                  | може показувати багатошарові зображення з неіндексованими кольорами |
| DigiKam                         | не підтримує індексацію кольорів                  | може показувати багатошарові зображення з неіндексованими кольорами |
| Imagine                         | не підтримує індексацію кольорів та шари          | може показувати одношарові зображення з неіндексованими кольорами |
| XnView                          | не підтримує індексацію кольорів та шари          | може показувати одношарові зображення з неіндексованими кольорами |
| Inkscape                        | лише експорт                                      | у версії 0.44 додано експорт у XCF |
| IrfanView                       | потрібен додаток                                  | завдяки додатку може показувати багатошарові зображення (зведені та окремі шари) |
| Paint.NET                       | потрібен додаток                                  | може відкривати і зберігати багатошарові зображення .xcf/.xcfgz/.xcfbz2 (через додаток ImXCF.FileType) |
| PhotoLine                       | лише імпорт                                       | завантажує багатошарові зображення з шарами та режимами змішування |
| Chasys Draw IES                 | Так                                               | може відкривати і зберігати багатошарові зображення .xcf/.xcfgz/.xcfbz2 (від версії 3.71.02) |
| MediaWiki, а отже й Вікісховище | не підтримує індексацію кольору та пізніші версії | підтримує файли XCF, сумісні з GIMP 2.6 або 2.8, з колірним режимом RGB або у відтінках сірого |
| Corel Photo-Paint               | не підтримує маски шарів та шляхи                 | може завантажувати багатошарові зображення, підтримує деякі режими шарів |
| Photopea                        | Так                                               | відкриває файли XCF, конвертує в інші формати, включно з PSD |
| SDL2_image                      | Так                                               | бібліотека для розробки |